# Alan M. Kriegsman
Alan Mortimer Kriegsman (New York, 28 febbraio 1928 – Chevy Chase, 31 agosto 2012) è stato un critico teatrale statunitense che nel 1976 divenne il primo critico di danza a vincere il Premio Pulitzer per il miglior giornalismo di critica.

## Biografia
Nato a Brooklyn e cresciuto nel Queens, Alan M. Kriegsman studiò al Massachusetts Institute of Technology e poi alla Columbia University, dove conseguì una laurea triennale e magistrale in musicologia. Dopo essere stato arruolato per un anno nell'United States Army tra il 1946 e il 1947, si trasferì in Austria per perfezionare gli studi all'Università di Vienna e nel 1957 sposò la ballerina Sali Ann Ribakove.
Cominciò ad interessarsi alla danza classica nel 1946 dopo aver visto Alicia Markova a teatro e tra il 1960 e il 1965 fu critico teatrale e musicale per il San Diego Union. Successivamente tornò a New York, dove fece da assistente al direttore della Juilliard School tra il 1965 e il 1966, anno in cui approdò al Washington Post come critico teatrale. Nel 1974 divenne il critico di danza del giornale, mantenendo la carica fino al pensionamento nel 1996, quando fu sostituito da Sarah Kaufman, di cui fu mentore. Nel 1976 vinse il Premio Pulitzer per il miglior giornalismo di critica per il suo lavoro al Washington Post, diventando così il primo critico di danza a vincere il più importante premio per il giornalismo negli Stati Uniti. Parallelamente all'attività giornalistica, Kriegsman insegnò in diversi atenei statunitensi, tra cui la Juilliard, la Columbia, il Barnard College, l'Università George Washington, l'Hunter College e la Temple University.
Malato di cuore, morì a Chevy Chase nel 2012 all'età di 84 anni.